# Ефект на мажоретката
Ефектът на мажоретката, известен още като ефект на групова привлекателност, е предложено когнитивно пристрастие, което кара хората да възприемат индивидите като 1,5 – 2,0% по-привлекателни в група, отколкото когато се наблюдават поотделно. Първата статия, която съобщава за този ефект, е написана от Дрю Уокър и Едуард Вул през 2014 г.
Името произлиза от сцена, в която се демонстрира ефекта, от Барни Стинсън в 7-ми епизод от сезон 4 на американския телевизионен сериал „Как се запознах с майка ви“, озаглавен Not a Father's Day.
Физическата привлекателност предполага индивидуалните предпочитания в сексуалния подбор, основан на еволюционната психология. През 1979 г. Доналд Саймънс за първи път предлага това еволюционно обяснение, предполагайки, че физическа привлекателност е резултат и от оценката на обкръжението на индивиди, които показват признаци на добро здраве и плодовитост, включително „осреднени черти на лицето“. Доказано е, че това предпочитание се споделя от различни култури. Две части съставляват физическата привлекателност и повечето предишни проучвания изследват основните механизми, водещи до ефекта на мажоретка, по-специално в неговата подгрупа, привлекателността на лицето. Въпреки това, едно проучване признава този ефект в друг показател за физически външен вид, възприемането на човешкото тяло.
Размерът на ефекта на мажоретката не се модулира от времето за представяне, броя на хората около целта, пространственото разположение на лицата в групата. Въпреки това, друго проучване твърди, че подреждането на лицата в групата може да повлияе на този ефект, тъй като тенденцията на хората към централното гледане може да повлияе на наблюдателите да се съсредоточат повече върху възприеманата привлекателност на осредното лице в групата.
Резултатите от този ефект са интердисциплинарни в приложенията. Въз основа на тях тактиките за избор на партньор, маркетинг и социални медии са предназначени да увеличат привлекателността на целевия индивид или артикул чрез помощта на групата.